# Matmut pour les arts
Matmut pour les arts est un programme de politique culturelle mis en place par le Groupe Matmut. 
Cette politique culturelle se décline en trois axes visant l’accessibilité des publics à l’art et la culture :
- Le premier est le Centre d’art contemporain de la Matmut - Daniel Havis. C’est un domaine de 6 hectares composé d’un parc et d’un château de 500 m2 de galeries d’exposition situé à Saint-Pierre-de-Varengeville (Seine-Maritime). Le château accueille quatre expositions d’artistes de renommée régionale, nationale ou internationale tous les ans.

- Le deuxième est la politique de mécénat, qui accompagne des projets innovants. L’objectif est de favoriser l’accès à la culture des publics qui en sont éloignés.

- Le troisième est le programme « Ciné Inclusif ». Il permet aux personnes en situation de handicap sensoriel d’avoir un accès égalitaire au 7e art. Elles peuvent ainsi partager leur expérience artistique avec tous.

## Le Centre d'art contemporain de la Matmut - Daniel Havis

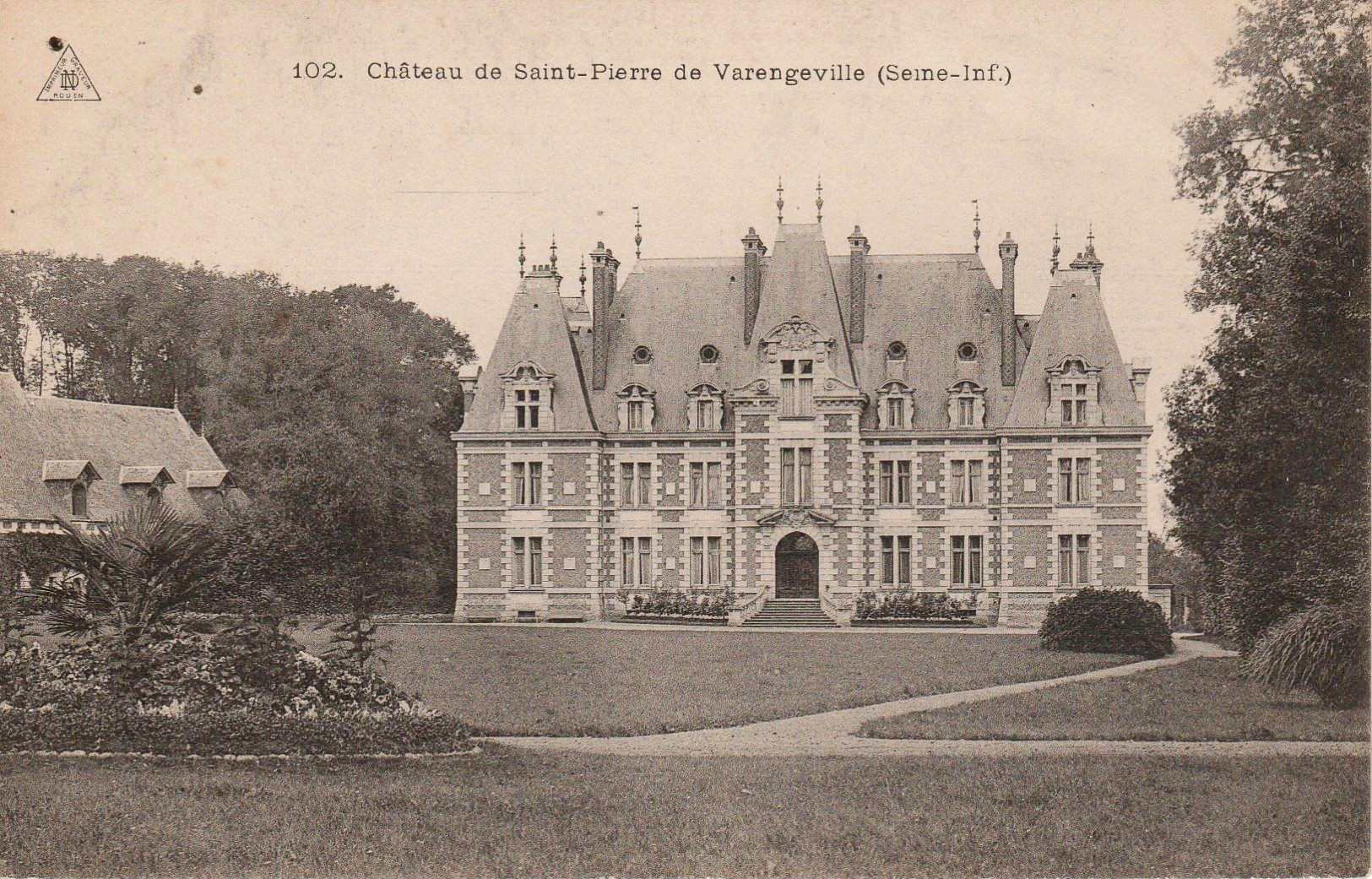
Le château de Saint-Pierre-de-Varengeville vers 1910.

L’histoire du château du Centre d'art contemporain de la Matmut - Daniel Havis remonte au XVIe siècle. À cette époque, l’abbaye de Jumièges vend le fief de Varengeville à Charles Duval, écuyer et seigneur de Coupeauville. C’est probablement cet acquéreur qui fait ériger le château dit « du Val ». Aujourd’hui, il ne reste rien de l’architecture d’origine. Cette famille reste propriétaire du domaine jusqu’à la Révolution.
Le château passe de l’aristocratie à la bourgeoisie rouennaise, lorsque la famille Périer l’achète en 1816. Dès lors, les propriétaires se succèdent jusqu’à ce que la propriété revienne à l’épouse de Gaston Le Breton, directeur des musées départementaux et riche collectionneur.
Le château étant en mauvais état, Gaston Le Breton entreprend d’en faire ériger un nouveau au même emplacement. Le château du Val est donc détruit de 1888 à 1891 pour laisser place au château dit « Le Breton », construit par Lucien Lefort. La construction s’achève en 1898.
Du premier château, seuls deux vestiges du XVIIe siècle subsistent. La cave qui accueille aujourd’hui un ensemble de sculptures intitulé Panthéon de Philippe Garel. Et, à droite de la façade, un mystérieux petit pavillon de style Louis XIII nommé la « gloriette », dont l’utilité reste inconnue. Elle abrite l’œuvre Le Bouclier d’Achille de Christian Bonnefoi.
Gaston Le Breton conçoit le domaine comme un lieu culturel et y entrepose une partie de ses collections, notamment des sculptures dans le parc. Vers 1900, de nombreux peintres, sculpteurs, musiciens et compositeurs, dont Camille Saint-Saëns, séjournent au château.
Pendant la Seconde Guerre mondiale, le château est occupé par l'armée allemande de 1941 à 1944. Puis le QG du 353e régiment d'infanterie de la 89e division d'infanterie américaine s’y installe en 1945. Pendant cette période, la famille Le Breton est logée dans une annexe aujourd’hui disparue.
Le château est mis en vente en 1964 et, en 1969, il devient la propriété de la Matmut. En 2009, un vaste projet de réhabilitation est mené en vue de créer un lieu d’exposition gratuit et une université d’entreprise.
Le château retrouve son âme artistique quand le Centre d’art contemporain de la Matmut est inauguré en décembre 2011. Le château de style néo-classique arbore fièrement sur le fronton de sa porte la devise latine « Omnia pro arte » (Tout pour l’art). En 2020, il est rebaptisé « Centre d’art contemporain de la Matmut – Daniel Havis » pour mettre en valeur l’engagement personnel de l’ancien président-directeur général de la Matmut en faveur de la culture.
Depuis 2012, le château a accueilli plus de 50 expositions temporaires d’artistes contemporains de différentes disciplines :
- art numérique avec Julio Le Parc ;
- peinture et dessin avec Françoise Petrovitch ;
- sculpture avec Quentin Garel ;
- land art avec Nils-Udo ;
- ou encore photographie avec Denis Darzacq.

Le Centre d’art propose une programmation culturelle tous les ans pour les Journées européennes du patrimoine, les Rendez-vous au jardin ou encore Earth Hour, mobilisation citoyenne pour la planète organisée par le WWF.
Le parc autour du château est constitué de 6 jardins thématiques et jalonné de 17 œuvres monumentales. Il est labellisé Tourisme & Handicap depuis 2021, ce qui atteste de sa capacité à proposer une offre culturelle adaptée et ouverte à tous.
Les œuvres monumentales du parc constituent la collection permanente du Centre d'art contemporain de la Matmut - Daniel Havis. Sont visibles des œuvres de :
- Vera Molnár
- Nicolas Alquin
- Peter Briggs
- Christophe Charbonnel
- Norman Dilworth
- Quentin Garel
- Nils-Udo
- Jean-Marc de Pas.

Les cartels de ces œuvres ont été revus en 2024. Dorénavant, ils se composent d’un texte en braille, d’une reproduction tactile et d’un QR code. Ce dernier permet d’accéder à une audiodescription de l’œuvre et des informations plus précises sur celle-ci et son artiste.
Les jardins thématiques du parc sont les suivants :
- le jardin japonais
- l’arborétum
- le jardin de l’Évolution ou des 5 chambres
- la roseraie
- le jardin du dédale
- et le jardin à la française.

Fréquentation annuelle 

12 370 (2020)
15 853 (2021)
38 264 (2022)
26 400 (2023)

## La politique de mécénat
Le mécénat culturel du programme Matmut pour les arts s’inscrit dans la démarche philanthropique de la Matmut.
Tous les ans, une vingtaine de projets culturels sont soutenus et participent à rendre l’art accessible à tous. Ces projets intègrent les questions d’accessibilité relatives aux personnes en situation de handicap et aux familles.
Les structures soutenues sont aussi variées que leurs projets. Des théâtres, des opéras, des musées ou encore des hôpitaux peuvent être accompagnés pour un projet, un parcours ou un outil de médiation inclusif, une visite spécifique, un atelier…

## Le programme «ciné-inclusif»
Ce programme cherche à améliorer l’accessibilité au cinéma des personnes souffrant d’un handicap sensoriel. À travers ce programme, sont proposées des projections, des rencontres audio-décrites et sous-titrées pour être tous rassemblés face à l’art cinématographique.
En 2024, il a notamment soutenu des festivals comme Play It Again, FEMA, Sœurs jumelles et Série Mania .